# Planeta Siqueiros
Planeta Siqueiros è un cortometraggio documentario del 1995 diretto da José Ramón Mikelajáuregui e basato sulla vita del pittore spagnolo David Alfaro Siqueiros.

## Riconoscimenti
- 1996 - Ariel Awards
  - Ariel d'Argento: Miglior Cortometraggio Documentario (José Ramón Mikelajáuregui)
- 1996 - Havana Film Festival
  - Premio Speciale della Giuria: Documentario (José Ramón Mikelajáuregui)